# Минское слово
Минское слово — газета русского националистического направления, издававшаяся в Минске (Северо-Западный край) с 3 января 1906 по 15 июня 1912.

## История
Редактором газеты был Д. В. Скрынченко, одновременно бывший редактором «Минских епархиальных ведомостей». До 2 ноября 1906 газета называлась «Минская речь». Газета стала выходить в условиях усиления влияния русских националистических настроений в Белоруссии (к примеру, черносотенцы и октябристы на выборах в III и IV Государственные думы получили в белорусских губерниях абсолютное большинство мест), вела антипольскую и антиеврейскую агитацию, поддерживала идеи западноруссизма.
Д. В. Скрынченко писал:

С открытием «Минского слова» началась, я бы сказал, новая эпоха в общественной жизни Белоруссии, дотоле небывалая по своей национально-русской энергии; никогда еще тут не била таким ключом русская национальная мысль— Скрынченко Д. В. Мои воспоминания 
Большое содействие в основании и издании «Минского слова» оказал епископ Минский и Туровский Михаил. Вскоре после его смерти в конце мая 1911 года Д. В. Скрынченко закрыл газету вследствие разногласий с новыми духовными и светскими властями.

## Авторы и сотрудники
- Александр Пщёлко
- Иван Зданович